# Câmpurile de mine din Croația

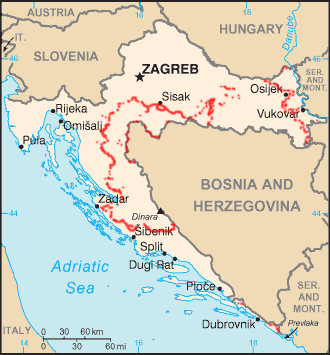
Localizarea câmpurilor de mine din Croația, 2006

Câmpurile de mine din Croația (denumite oficial „zone suspectate a fi minate”; în croată minsko sumnjivim područjima), rămase în urma desfășurării Războiului de Independență al Croației, acopereau în anul 2020 o suprafață de 258 km² din teritoriul țării, fără a lua în considerare zonele unde exista muniție neexplodată. În urma acțiunilor de deminare întreprinse de autoritățile croate, în luna aprilie 2024 suprafața totală a terenurilor minate se redusese la 87 km². Dacă în anul 2020, terenurile minate, conținând aproximativ 17.285 de mine terestre, erau situate în vecinătatea a 45 de orașe și comune din 8 cantoane, în luna aprilie 2024 rămăseseră aproximativ 9.900 de mine terestre, situate în vecinătatea a 21 de orașe și comune din 4 cantoane.
Minele terestre au fost utilizate pe scară largă în timpul războiului de către toate părțile în conflict, numărul lor ridicându-se la aproximativ 1,5 milioane. Acestea erau destinate să întărească pozițiile defensive lipsite de armament sau de forțe combatante suficiente, dar au jucat un rol limitat în lupte.
După război, suprafața totală a terenurilor suspectate inițial că ar fi fost minate era de 13.000 km², dar această estimare a fost redusă ulterior la 1.174 km² după inspecțiile de teren. În 1996, Parlamentul Croației a adoptat o lege privind deminarea, prin care s-a înființat Centrul Croat pentru Deminare (în croată Hrvatski centar za razminiranje). Din martie 1996 până în prima jumătate a anului 1998, planurile de deminare au fost implementate de Ministerul Afacerilor Interne, iar operațiunile de deminare au fost efectuate de compania de stat AKD Mungos. Începând cu anul 2013, programele de deminare au fost coordonate de Centrul Croat pentru Deminare, care a angajat pentru această activitate companii private cu un efectiv total de 621 operatori. În aprilie 2024, zonele rămase necurățate de mine erau marcate cu 4.037 de semne de avertizare.
După terminarea războiului și până la data de 4 aprilie 2013, 509 persoane au fost ucise și 1.466 au fost rănite de minele terestre, inclusiv 60 de deminatori și 7 geniști din Armata Croată, uciși în timpul operațiunilor de deminare. Imediat după război, se înregistrau aproximativ 100 de victime ale minelor în rândul civililor în fiecare an,, dar numărul a scăzut la sub 10 pe an până în 2010, datorită programelor de deminare, conștientizare și educare a populației. Croația a cheltuit pe operațiunile de deminare aproximativ 450 de milioane de euro între 1998 și 2013, când procesul a fost preluat de contractori privați coordonați de Centrul Croat pentru Deminare. În anul 2011, costul finalizării operațiunilor de deminare a fost estimat la cel puțin 500 milioane euro. Pierderile economice pentru Croația (din cauza neutilizării terenurilor suspectate a fi minate) a fost estimată în 2012 la 355 de milioane de kuna (c. 47,3 milioane de euro) pe an, mai ales în sectoarele agriculturii, silviculturii și turismului.

## Istoric
După alegerile parlamentare croate din 1990, care au marcat înfrângerea electorală a regimului comunist în Croația de către Uniunea Democrată Croată (Hrvatska demokratska zajednica - HDZ), tensiunile etnice între croați și sârbi s-a accentuat. După alegeri, Armata Populară Iugoslavă (Jugoslavenska narodna armija - JNA) a confiscat armele Forțelor de Apărare Teritorială ale Croației pentru a minimiza o potențială rezistență. Pe 17 august, tensiunile au escaladat, conducând la o revoltă deschisă a sârbilor din Croația. Armata Populară Iugoslavă a intervenit, împiedicând o acțiune similară a poliției croate. Revolta s-a concentrat în zonele predominant populate de sârbi din vecinătatea orașului Knin, din părți ale regiunilor Lika, Kordin și Banovina și din așezările din estul Croației cu o populație sârbă semnificativă. Liderii locali din această zonă discontinuă, care a fost numită ulterior Republica Sârbă Krajina (Republika Srpska Krajina - RSK), și-au declarat intenția de a se alătura Serbiei și, în consecință, zona a ajuns să fie privită de Guvernul Croației ca o regiune secesionistă. Până în martie 1991, conflictul a escaladat în ceea ce a devenit cunoscut sub numele de Războiul de Independență al Croației. În iunie, Croația și-a declarat independența, separându-se de Iugoslavia. În ianuarie 1992, Republica Sârbă Krajina ocupa 17.028 km² din teritoriul reclamat de Croația. Această suprafață de teren măsura între 2,5 și 63,1 km în adâncime și se învecina cu teritoriul controlat de croați de-a lungul unei linii cu o lungime de 923 km.

## Utilizare în timp de război

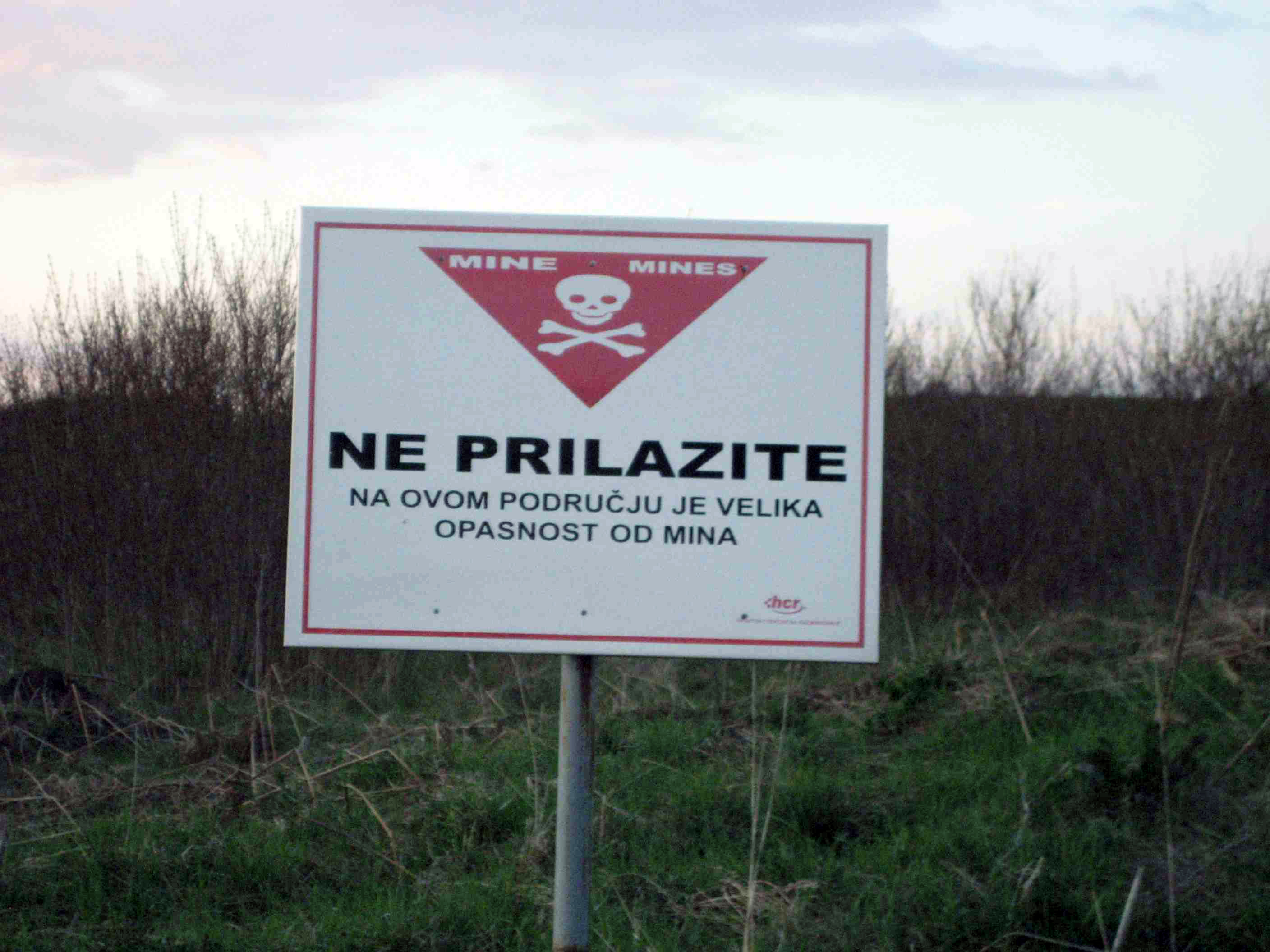
Panou de avertizare amplasat lângă un teren minat rămas din Războiul de Independență al Croației

Minele terestre au fost folosite pentru prima dată de Armata Populară Iugoslavă la începutul anului 1991, înainte de retragerea sa din Croația, pentru a proteja cazărmi militare și alte facilități. Chiar și facilitățile Armatei Populare Iugoslave situate în centrele urbane au fost securizate în acest mod, folosind mine precum mina antipersonal PROM-1 și mina antipersonal direcțională MRUD. Armata Croată și poliția croată au început să instaleze mine terestre la sfârșitul anului 1991, bazându-se pe acestea pentru a opri înaintarea Armatei Populare Iugoslave și Armatei Republicii Sârbe Krajina la începutul anului 1992. Aceste câmpuri minate au fost amenajate cu puțină documentație care să prevadă numărul exact al minelor și locurile de amplasare ale acestora. În 1992, Armata Republicii Sârbe Krajina a sporit numărul minelor utilizate pentru a securiza linia frontului, în mare parte din cauza efectivelor sale limitate. În consecință, Armata Republicii Sârbe Krajina a construit linii defensive statice (formate din tranșee, buncăre și un număr mare de mine, concepute pentru a proteja apărările cu efectiv redus) pentru a întârzia ofensiva Armatei Croate. Această abordare a fost necesară din cauza adâncimii limitate a teritoriului Republicii Sârbe Krajina și a lipsei de rezerve disponibile cu care să contraatace sau să acopere breșele liniei sale defensive, Armata Republicii Sârbe Krajina neputând folosi tactici de apărare în profunzime. Combinația dintre documentarea slabă a locațiilor câmpurilor minate și lipsa marcajelor (sau a gardurilor) a produs frecvent victime în rândul personalului militar din cauza minelor amplasate de forțele prietene. Se estimează că în timpul războiului au fost amplasate în total 1,5 milioane de mine terestre.
Armata Croată a folosit cu succes mine antitanc în combinație cu arme antitanc de infanterie, distrugând sau avariind peste 300 de tancuri ale Armatei Populare Iugoslave (în special în timpul operațiunilor defensive din Slavonia). Dimpotrivă, minele antipersonal desfășurate de Armata Republicii Sârbe Krajina s-au dovedit mai puțin eficiente împotriva Armatei Croate în timpul operațiunilor Blitz și Storm din 1995. În timpul acestor operațiuni, Armata Croată a traversat (sau a ocolit) multe câmpuri de mine ale Armatei Republicii Sârbe Krajina, pe baza informațiilor obținute de la sol și de la un vehicul aerian fără pilot care a urmărit deplasările patrulelor Armatei Republicii Sârbe Krajina, beneficiind și de sprijinul unei părți a populației civile sau de detonarea minelor de către animalele sălbatice. Dintre cei 224 de militari din Armata Croată uciși în operațiunile Blitz și Storm, doar 15 au fost victime ale minelor terestre. În mod similar, din 966 de răniți în cele două ofensive, doar 92 au fost răniți de minele terestre.

## Victimele minelor terestre

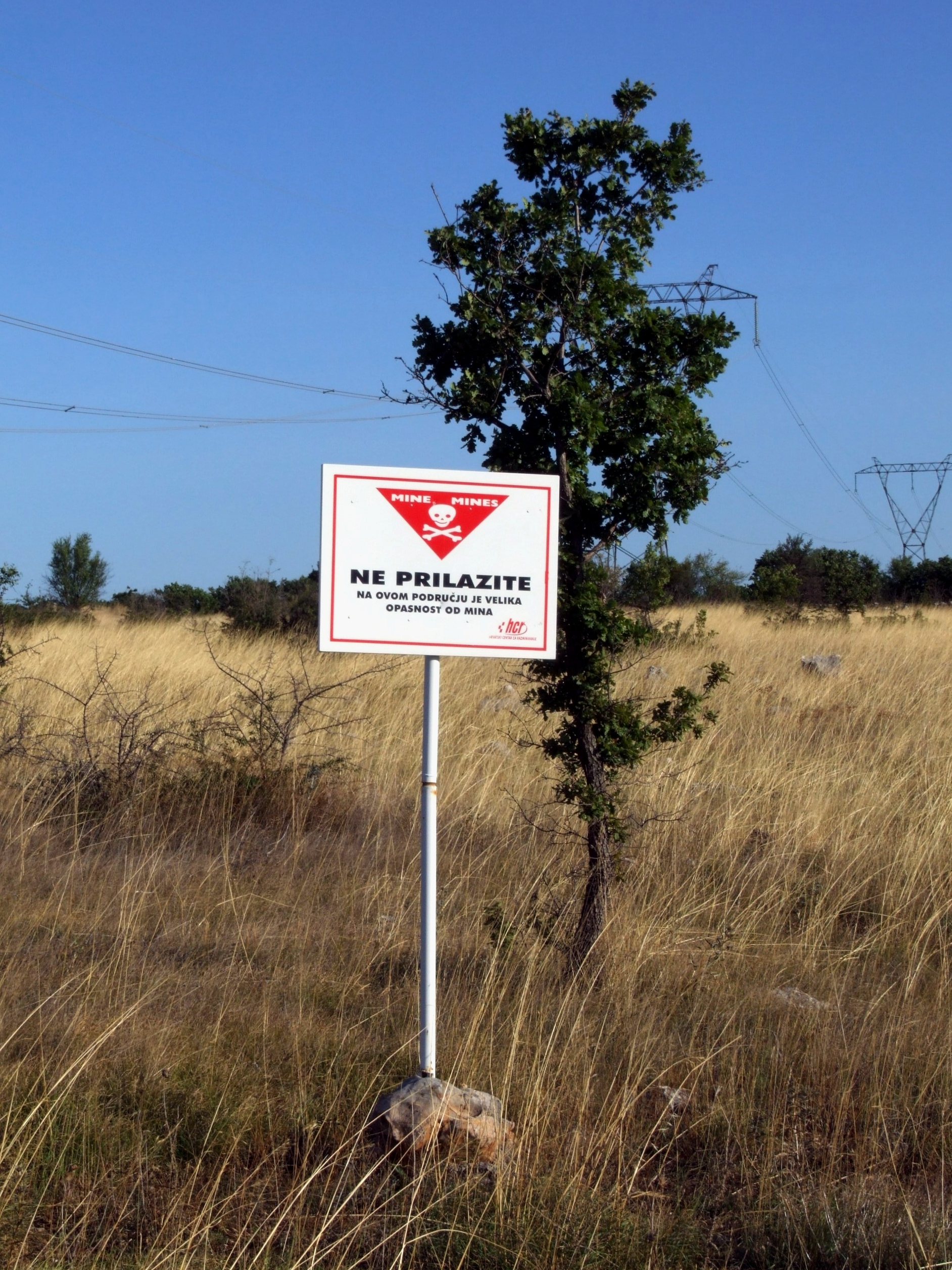
Indicator de avertizare la marginea unui teren minat

Până la data de 4 aprilie 2013, un total de 509 de persoane fuseseră ucise și 1.466 rănite de minele terestre în 1.352 incidente din Croația. În perioada 1991-1995, în timpul războiului și imediat după acesta, s-au înregistrat 557 victime civile din cauza minelor terestre. Între 1996 și 1998 s-au înregistrat aproximativ 100 de victime civile din cauza minelor terestre în fiecare an, dar numărul a scăzut treptat la mai puțin de 10 pe an până în 2010. În timpul războiului, 57 de militari ai Armatei Croate au fost uciși sau răniți de mine în 1992, iar în 1995, dintre cei 130.000 de militari ai Armatei Croate implicați în confruntările armate, 169 au fost uciși sau răniți (majoritatea în timpul operațiunilor Blitz și Storm). 7 geniști au fost uciși și 18 răniți de mine terestre în timpul operațiunilor de deminare efectuate de Armata Croată între 1996 și 1998. Victimele civile au inclus 60 de participanți la acțiunile de deminare care și-au pierdut viețile după 1998.
Croația a stabilit un cadru extins de ajutorare a răniților și familiilor celor uciși de mine. Această asistență include îngrijire medicală de urgență și de durată, reabilitare fizică, sprijin psihologic și social, asistență pentru angajare și integrare socială, acțiuni de conștientizare a publicului și acces la serviciile publice. Instituțiile și organizațiile care sprijină victimele minelor includ o gamă largă de organisme guvernamentale și organizații neguvernamentale (ONG-uri).

## Situația câmpurilor de mine
În 2023, terenurile minate din Croația acopereau 92,1 km² din teritoriul național, dar în aprilie 2024 suprafața totală scăzuse la o valoare de 87 km². Câmpurile de mine (denumite oficial „zone suspectate a fi minate”) erau situate în apropierea a 21 de orașe și comune din 4 cantoane (Karlovac, Lika-Senj, Sisak-Moslavina și Split-Dalmația). Se estimează că, în aprilie 2024, aceste zone conțineau aproximativ 9.900 de mine terestre, fără a se lua în considerare muniția neexplodată rămasă din Războiul de Independență al Croației.
În 2024, zonele suspectate a conține mine terestre erau marcate cu peste 4.037 indicatoare de avertizare. Pe baza analizei structurii acestor zone, la sfârșitul anului 2022, în urma deminării, elaborării studiilor tehnice și a studiului tehnic general și suplimentar, s-a constatat că 98,7% din aceste terenuri erau păduri și suprafețe forestiere, 1,2% erau terenuri agricole, iar 0,1% erau clasificate ca „alte tipuri de teren” (maluri de ape, zone umede, terenuri stâncoase, alunecări de teren, zone de țărm etc.).
| Canton               | 1 ianuarie 2022 | 1 ianuarie 2023 | Plan de deminare 2023 | Plan de deminare 2024 | Plan de deminare 2025 |
|                      |                 |                 |                       |                       |                       |
| -------------------- | --------------- | --------------- | --------------------- | --------------------- | --------------------- |
| Bjelovar-Bilogora    | deminat în 2005 | deminat în 2005 | deminat în 2005       | deminat în 2005       | deminat în 2005       |
| Brod-Posavina        | deminat în 2018 | deminat în 2018 | deminat în 2018       | deminat în 2018       | deminat în 2018       |
| Dubrovnik-Neretva    | deminat în 2014 | deminat în 2014 | deminat în 2014       | deminat în 2014       | deminat în 2014       |
| Karlovac             | 38,1            | 18,9            | 11,5                  | 7                     | finalizare            |
| Lika-Senj            | 86,7            | 74,6            | 17,4                  | 24,4                  | 31,3                  |
| Osijek-Baranja       | deminat în 2023 | deminat în 2023 | deminat în 2023       | deminat în 2023       | deminat în 2023       |
| Požega-Slavonia      | deminat în 2022 | deminat în 2022 | deminat în 2022       | deminat în 2022       | deminat în 2022       |
| Sisak-Moslavina      | 34,8            | 25              | 9,5                   | 11,1                  | 5,5                   |
| Split-Dalmația       | 18,1            | 16,5            | 7,1                   | 8,6                   | finalizare            |
| Šibenik-Knin         | deminat în 2023 | deminat în 2023 | deminat în 2023       | deminat în 2023       | deminat în 2023       |
| Virovitica-Podravina | deminat în 2014 | deminat în 2014 | deminat în 2014       | deminat în 2014       | deminat în 2014       |
| Vukovar-Srijem       | deminat în 2016 | deminat în 2016 | deminat în 2016       | deminat în 2016       | deminat în 2016       |
| Zadar                | deminat în 2021 | deminat în 2021 | deminat în 2021       | deminat în 2021       | deminat în 2021       |
| Zagreb               | deminat în 2005 | deminat în 2005 | deminat în 2005       | deminat în 2005       | deminat în 2005       |
| Total                | 239,4           | 149,7           | 60,6                  | 51,1                  | 36,8                  |

## Impact social și economic
Minele terestre reprezintă o problemă de siguranță pentru populația din vecinătatea terenurilor minate. În 2008, se estima că 920.000 de persoane din Croația (20,8% din populație) erau amenințate de zonele minate din apropiere. Minele terestre reprezintă, de asemenea, o problemă semnificativă pentru dezvoltare, deoarece o parte substanțială a câmpurilor de mine din Croația se află pe terenuri agricole și în păduri. Unele canale de drenaj sunt, prin urmare, inaccesibile pentru întreținere, ceea ce duce la inundații periodice, cu precădere în zonele care se învecinează cu Ungaria. Probleme similare sunt cauzate de minele amplasate pe malurile râurilor Drava, Kupa și Sava. De asemenea, prezența minelor terestre a afectat negativ refacerea postbelică în zonele rurale, reducând suprafața disponibilă de teren agricol, împiedicând dezvoltarea și afectând calitatea vieții oamenilor din vecinătatea zonelor minate. Pe lângă efectele negative asupra agriculturii, cea mai importantă problemă economică cauzată de minele din Croația este impactul acestora asupra turismului (în special în zonele împădurite și cele de vânătoare de pe coasta Mării Adriatice). În 2012, s-a estimat că economia Croației pierdea 355 de milioane de kuna (c. 47,3 milioane de euro) pe an din cauza terenurilor suspectate a fi minate.
Datorită importanței turismului pentru economia croată, zonele frecventate de turiști (sau cele situate în apropierea rutelor turistice majore) au devenit prioritare pentru acțiunile de deminare. Alte zone prioritare pentru deminare sunt zonele locuite, instalațiile comerciale și industriale și câmpurile de mine documentate. Terenurile agricole, infrastructura și pădurile au fost grupate în trei categorii prioritare, în funcție de importanța lor economică. Parcurile naționale din Croația au fost, de asemenea, clasificate ca zone prioritare, împreună cu zonele semnificative pentru protecția împotriva incendiilor. Furtul indicatoarelor de avertizare a câmpurilor de mine reprezintă o problemă majoră, deosebit de pronunțată în zonele în care populația locală este îngrijorată că acestea dăunează turismului. Indicatoarele sunt înlocuite în mod regulat, uneori cu structuri din beton sau zidărie în loc de plăcuțe montate pe stâlpi metalici. 
Din 1991, peste 1.370 de incidente produse de mine terestre au avut loc în Croația. În urma acestor incidente s-au înregistrat peste 2.000 de victime, dintre care peste 520 au decedat. În perioada de după încheierea Războiului de Independență al Croației până în luna aprilie 2024, minele terestre au produs peste 590 de victime, dintre care peste 200 au decedat. De asemenea, peste 130 de operatori de deminare au suferit accidente în timpul activității, dintre care 35 au decedat.
Pentru a soluționa problema minelor terestre, Guvernul Croației a înființat mai multe organisme, printre care Oficiul de Acțiune împotriva Minelor și Centrul Croat pentru Deminare. Oficiul de Acțiune împotriva Minelor este o agenție guvernamentală însărcinată să ofere analize de specialitate și consiliere privind deminarea. Centrul Croat pentru Deminare este un organism din sectorul public însărcinat cu planificarea și desfășurarea anchetelor de deminare, preluarea zonelor deminate, marcarea zonelor suspectate a fi minate, asigurarea calității, cercetarea și dezvoltarea în deminare și asistența victimelor. Activitatea Centrului Croat pentru Deminare este supravegheată de Oficiul de Acțiune împotriva Minelor
Pe măsură ce refugiații din Siria și din alte țări din Orientul Mijlociu se îndreaptă spre nordul Europei, unii migrează prin Croația din cauza închiderii granițelor de către Ungaria. Acești imigranți care încearcă să treacă în Europa caută ajutorul croaților pentru a găsi rute sigure de trecere.

## Conștientizarea și educația în privința minelor terestre

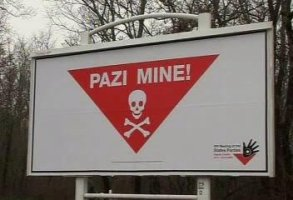
Panou de avertizare privind prezența minelor terestre

Croația a implementat un program educațional de conștientizare asupra minelor terestre, menit să reducă frecvența accidentelor legate de acestea printr-o campanie de informare continuă. Programul este condus de Crucea Roșie Croată, Ministerul Științei, Educației și Sportului și mai multe ONG-uri în cooperare cu Centrul Croat pentru Deminare. Centrul pentru Deminare sprijină activ ONG-urile partenere să implementeze cât mai multe programe și încearcă să implice alte ONG-uri în activități educaționale și de conștientizare asupra minelor. De asemenea, Centrul asigură publicarea și actualizarea permanentă a unei baze de date accesibilă online care conține informații cartografice despre locația zonelor din Croația suspectate a fi minate.
O campanie de conștientizare asupra minelor care a implicat instalarea unor panouri publicitare conținând mesaje de avertizare a atras critici din partea Ministerul Turismului și a Oficiului Național de Turism al Croației, deoarece panourile de avertizare au fost amplasate în zone turistice, departe de orice zone suspectate de a fi minate. Ministerul Turismului și Oficiul Național de Turism au salutat aspectul umanitar al acestei acțiuni, dar au considerat că panourile de avertizare ar putea constitui o sursă de reacție negativă nejustificată din partea turiștilor. Ghidurile turistice ale Croației includ avertismente despre pericolul reprezentat de terenurile minate din țară și oferă informații generale despre localizarea acestora.

## Acțiuni de deminare

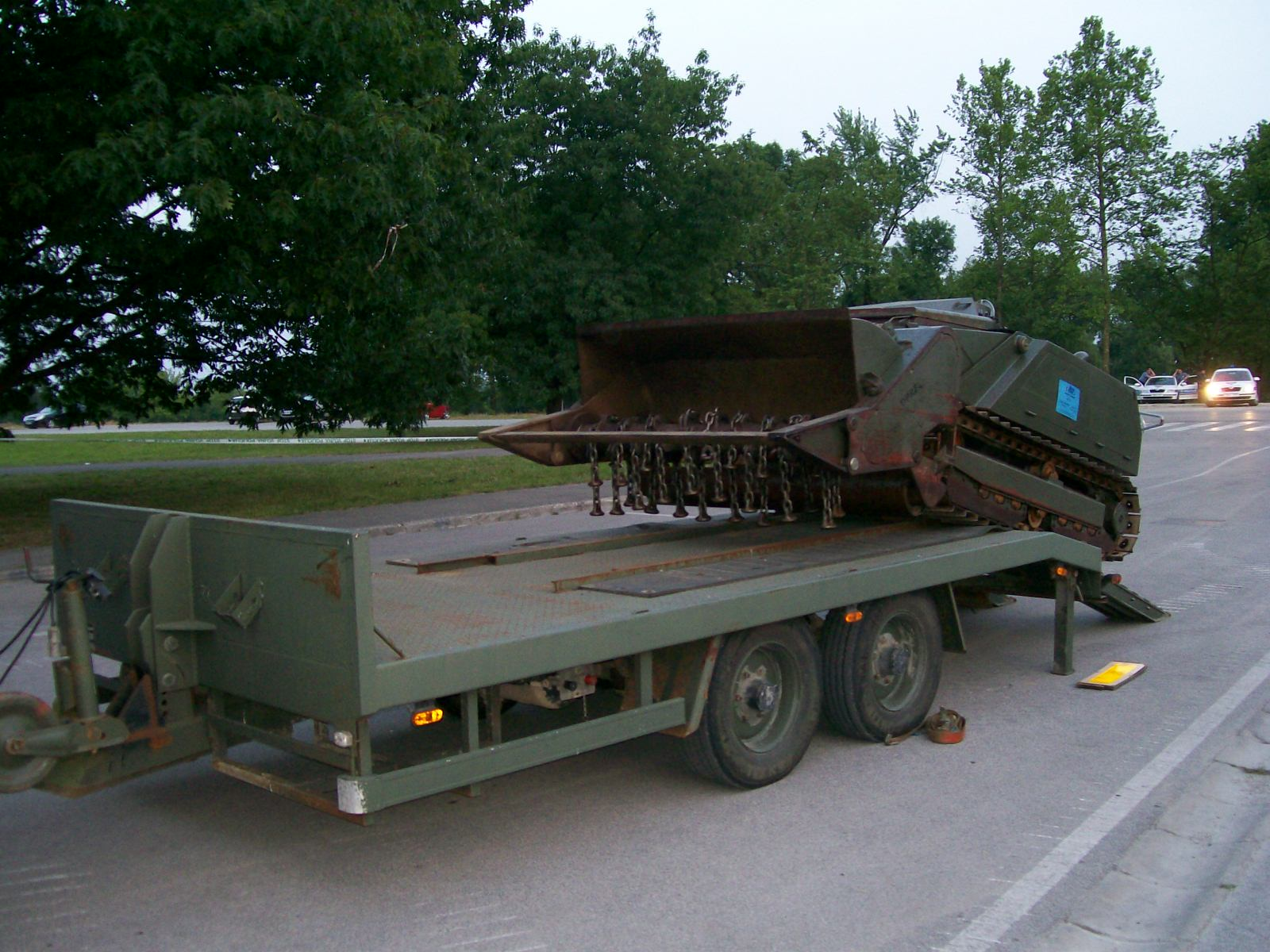
Echipament folosit pentru deminare în Croația

La sfârșitul Războiului de Independență al Croației, se estima că aproximativ 13.000 km² din suprafața țării conține mine terestre. În timpul războiului și imediat după terminarea acestuia, acțiunile de deminare au fost efectuate de geniștii Armatei Croate, sprijiniți de poliție și de personalul de apărare civilă. Acțiunile de deminare din timpul războiului s-au concentrat pe sarcini de deminare în sprijinul operațiunilor militare și a siguranței populației civile. În 1996, Parlamentul Croației a adoptat o lege care însărcina poliția cu organizarea acestor acțiuni și compania de stat AKD Mungos cu deminarea în sine. Până în aprilie 1998, o suprafață totală de aproximativ 40 km² a fost curățată de mine, iar valoarea estimată inițial a suprafeței terenurilor minate a fost redusă după inspecție. Până în 2003, întregul teritoriu al Croației a fost revizuit, iar valoarea estimată a suprafeței terenurilor acoperite de câmpuri de mine a fost redusă la 1.174 km².
Începând cu luna mai 1998, Centrul Croat pentru Deminare a fost însărcinat cu elaborarea planurilor de deminare, proiectelor, inspecțiilor tehnice, predarea zonelor deminate, asigurarea calității deminării, asistența de specialitate și coordonarea activităților de deminare. Deminarea era efectuată de 35 de firme autorizate, care includeau 632 de operatori de deminare și 58 de persoane ca personal auxiliar. Companiile utilizau 681 de detectoare de metale, 55 de echipamente de deminare și 15 câini specializați în detecția minelor. Instalațiile de deminare includeau modele proiectate local produse de compania croată DOK-ING. Operatorii de deminare câștigau de obicei 0,50-1,20 euro pentru fiecare metru pătrat deminat, sau 800-900 euro pe lună.
Din 1998, acțiunile de deminare au fost finanțate de guvern și prin donații. Din 1998 până în 2011, donațiile s-au ridicat la 75,5 milioane euro (17% din totalul de 450 milioane euro cheltuiți pentru deminare în acea perioadă). Cele mai multe donații au provenit de la contribuabili străini, inclusiv ONG-uri și guverne străine (printre acestea Japonia, Germania, Monaco, Luxemburg și Statele Unite). Uniunea Europeană a fost, de asemenea, un contributor semnificativ în acea perioadă, suma alocată fiind de 20,7 milioane euro. În anul 2013, Centrul Croat pentru Deminare alocase aproximativ 400 milioane kuna (c. 53 de  milioane euro) pe an pentru acțiunile de deminare. În 2011, se estima că ar fi necesari încă 500 de milioane euro (sau mai mult) pentru a elimina toate minele terestre rămase din Croația până în 2019, termenul-limită prevăzut de Tratatul de la Ottawa. Centrul Croat pentru Deminare cheltuia aproximativ 500.000 de kuna (c. 66.600 euro) pe an pentru întreținerea indicatoarelor de avertizare din apropierea terenurilor minate (inclusiv înlocuirea indicatoarelor furate). În aprilie 2017, o suprafață de 446 km², care conținea aproximativ 43.000 de mine terestre, rămăsese necurățată.
La 28 iulie 2022, guvernul a înaintat Parlamentului croat Propunerea pentru Programul național de acțiune împotriva minelor până în 2026, care definește strategia de deminare pentru zonele suspectate a fi minate și termenul limită de finalizare pentru fiecare canton. În luna aprilie 2024 rămăseseră active aproximativ 9.900 de mine terestre, situate în vecinătatea a 21 de localități din 4 cantoane. 